# Storsjön (Trönö socken, Hälsingland)
Storsjön är en sjö i Bollnäs kommun och Söderhamns kommun i Hälsingland och ingår i Norralaåns huvudavrinningsområde. Sjön är 38 meter djup, har en yta på 2,04 kvadratkilometer och befinner sig 153 meter över havet. Sjöns största tillflöde heter Skyttån och dess utflöde är Norralaån (Trönöån). Vid provfiske har bland annat abborre, gers, gädda och lake fångats i sjön.

## Delavrinningsområde
Storsjön ingår i det delavrinningsområde (682041-154854) som SMHI kallar för Utloppet av Storsjön. Medelhöjden är 196 meter över havet och ytan är 18,17 kvadratkilometer. Räknas de 3 avrinningsområdena uppströms in blir den ackumulerade arean 32,64 kvadratkilometer. Avrinningsområdets utflöde Norralaån (Trönöån) mynnar i havet. Avrinningsområdet består mestadels av skog (79 procent). Avrinningsområdet har 2,73 kvadratkilometer vattenytor vilket ger det en sjöprocent på 15 procent.

## Fisk
Vid provfiske har följande fisk fångats i sjön:
- Abborre
- Gärs
- Gädda
- Lake
- Mört
- Nors
- Siklöja
- Öring